# Cayo Fabricio Luscino
Cayo o Gayo Fabricio Luscino  fue un político y militar romano, el primero de la gens Fabricia en trasladarse a la ciudad de Roma. Ocupó el consulado en dos ocasiones (282 y 278 a. C.) y la censura en una (275 a. C.), siendo su familia originaria de Alatri. El cognomen Luscinus significa «tuerto».

## Su primera misión
Aparece por primera vez en la historia en el año 285 o 284 a. C., cuando fue enviado como embajador a Tarento, para disuadir a los tarentinos de hacer la guerra contra Roma, pero fue detenido por ellos, mientras enviaban embajadas a los etruscos, umbros y a los galos, con el propósito de formar una gran coalición contra Roma.
Debe, sin embargo, haber sido puesto en libertad poco después, porque fue cónsul en 282 a. C. con Quinto Emilio Papo. Los Fabricios probablemente fueron clientes de la gens Emilia y, por lo tanto, recibieron apoyo político de los miembros de ese clan patricio.

## Primer consulado
En su consulado, tenía que hacer la guerra en el sur de Italia contra los samnitas, lucanos y brucios. Marchó primero en alivio de la ciudad de Turios, a la que lucanos y brucios habían sitiado, bajo el mando de Estatilio. Los romanos obtuvieron una gran victoria, la ciudad de Turios fue liberada, y sus habitantes agradecidos erigieron una estatua del cónsul victorioso. Fabricio continuó con su éxito mediante la obtención de diversas otras victorias contra los lucanos, brutios y samnitas, tomando varias de sus ciudades, y obtuvo tan gran botín, que, después de dar una gran parte de este a sus soldados, y devolver a los ciudadanos el tributo que habían pagado el año anterior, llevó a la tesorería después de su triunfo más de cuatrocientos talentos.

## Hechos posteriores
Tras la derrota de los romanos a manos del rey Pirro de Epiro en la batalla de Heraclea, Fabricio negoció la paz con Pirro, y posiblemente el rescate e intercambio de prisioneros. Plutarco comenta que Pirro quedó impresionado por la imposibilidad de sobornar a Fabricio, y que devolvió a los prisioneros sin necesidad del pago de ningún rescate.
La guerra fue renovada en el año siguiente, 279 a. C., cuando Fabricio sirvió de nuevo como legado, y compartió la derrota de la batalla de Asculum, en la cual se dice que fue herido.

## Segundo consulado
Al año siguiente, 278 a. C., fue elegido cónsul por segunda vez con Quinto Emilio Papo. Pirro, cuyas victorias habían sido adquiridas a gran precio, no estaba dispuesto a arriesgarse a otra batalla contra los romanos, especialmente bajo el mando de Fabricio, y los romanos tampoco, pues estaban ansiosos por recuperar su dominio sobre sus aliados, que se habían rebelado, por lo que se esperaba una conclusión de la guerra. La generosidad con que Fabricio y su colega enviaron al rey al traidor que había ofrecido envenenarlo, se ofrece como justo pretexto para la apertura de una negociación, y tan oportunamente se produce este evento, que Barthold Georg Niebuhr conjetura que era un plan preconcebido. Cineas fue enviado a Roma, llegó a la conclusión de una tregua, y Pirro embarcó hacia Sicilia, dejando a sus aliados italianos expuestos a la venganza de los romanos.
Fabricio empleó el resto del año en la reducción del sur de Italia, y en su regreso a Roma celebró un triunfo de sus victorias sobre los lucanos, brutios, tarentinos, y samnitas. Se esforzó para obtener la elección de Publio Cornelio Rufino al consulado para el año siguiente (277 a. C.), en razón de sus capacidades militares, aunque era un hombre avaro.

## Censura y legado
Se indica en los fastos que Fabricio fue cónsul suffectus en el año 273 a. C., pero esto parece ser un error, derivada de la confusión de su nombre con el de Cayo Fabio Licino.
Fue censor, en 275 a. C., con Quinto Emilio Papo, su antiguo colega en el consulado, y se distinguió por la severidad con la que trató de reprimir el creciente gusto por el lujo. La censura es particularmente célebre por la expulsión del Senado de Publio Cornelio Rufino, mencionado anteriormente, a causa de su posesión de diez libras de plata.
Fabricio murió tan pobre como había vivido; no dejó dote a sus hijas, que el Senado, sin embargo, arregló, y con el fin de honrar su memoria, el estado le permitió ser enterrado en el Pomaerium, aunque esto estaba prohibido por una ley de las Doce Tablas.
Los relatos que hay sobre Fabricio se atienen al estándar de austeridad e incorruptibilidad y una de las grandes encarnaciones de las "virtudes romanas", la nobleza incluso con los enemigos, el desinterés y la moderación. Aparece en una serie de bromas históricas moralizantes: se niega a cooperar con el envenenador contra el enemigo mortal de Roma, Pirro de Epiro ("Queremos que esté ileso, para que podamos vencerlo con las armas"); rechaza la oportunidad de vivir con lujo y honor como cortesano real hasta el final de sus días ante la oferta del monarca epirota; siendo "el primero en el estado, ... fue igual al último pobre"; castigó a las personas más respetadas de Roma por violaciones menores de la ley; apoya activamente al hombre que era su rival político en las elecciones consulares por el bien del estado, porque era un brillante militar, al que Roma necesitaba. Estos relatos sobre Frabricio Luscino eran similares a los de Curio Dentato, motivo por el que Cicerón a menudo los cita conjuntamente.